# Nampula
Nampula és una ciutat de Moçambic, capital de la província de Nampula. Té condició de municipalitat i és seu d'un arquebisbe catòlic (bisbat creat el 4 de setembre de 1940 elevat a arquebisbat el 4 de juny de 1984). És la tercera ciutat més gran del país després de Maputo i Beira.
Entre els seus edificis principals es troben la Catedral, el Museu etnogràfic nacional, el govern provincial, diversos mercats i algunes mesquites i esglésies. És un centre de negocis de tot el nord però no té cap rellevància turística. Disposa també d'aeroport que és un hub pel transport local del nord (codi IATA: APL; codi ICAO: FQNP). Un ferrocarril la uneix al port de Nacala, 40 km més al nord, i amb Malawi.
Esportistes destacats de Nampula són el futbolista Abel Xavier i l'entrenador (que fou del Reial Madrid) Carlos Queiroz.

## Demografia
| Any  | Població |
| ---- | -------- |
| 1970 | 126,126  |
| 1997 | 314,965  |
| 2007 | 477,900  |

## Història
El nom de la ciutat deriva del d'un líder tradicional, M'phula o Whampula. La ciutat té un origen militar i va sorgir el 1907 després d'una expedició de Major Neutel de Abreu esdevenint seu del comando militar de Macuana i més tard quarter general de l'exèrcit portuguès durant la guerra d'alliberament. Vers 1940 va donar el seu nom al fins llavors anomenat districte de Moçambique. Fou elevada a ciutat el 22 d'agost de 1956 i va ser capital provincial perdent aquesta condició Ilha de Moçambique (però el districte va recuperar el nom de Moçambique que encara conservava el 1970, per tornar més tard a agafar el nom de Nampula). El quarter militar va esdevenir el 1975 l'acadèmia militar Samora Machel.

## Galeria

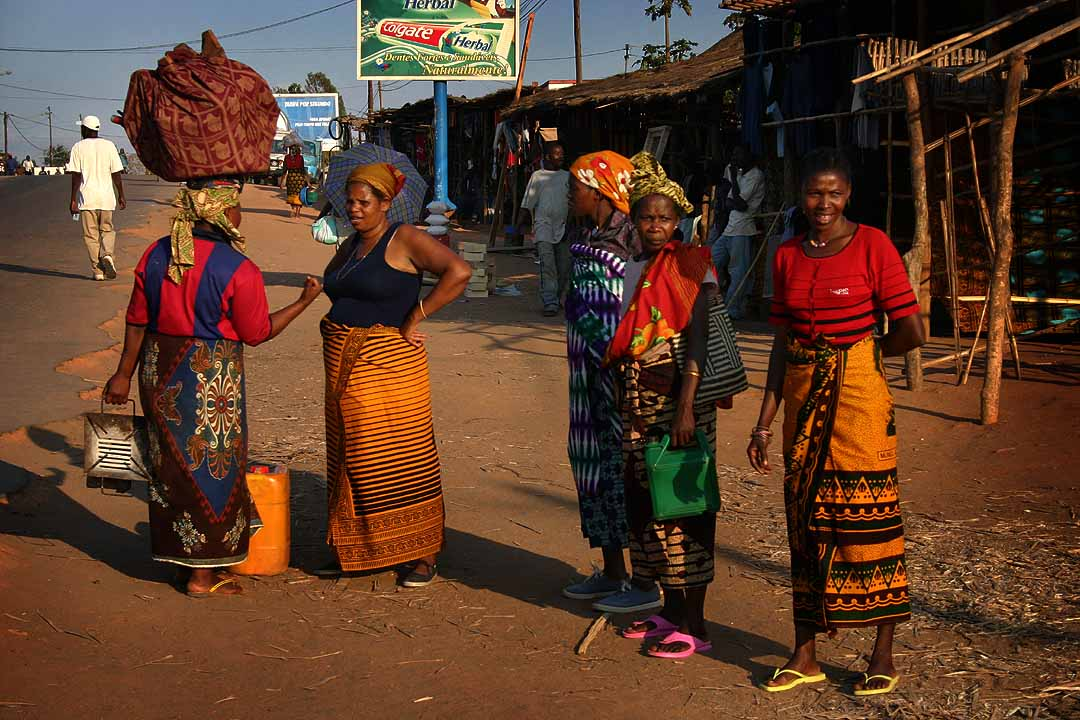
Dona local al carrer
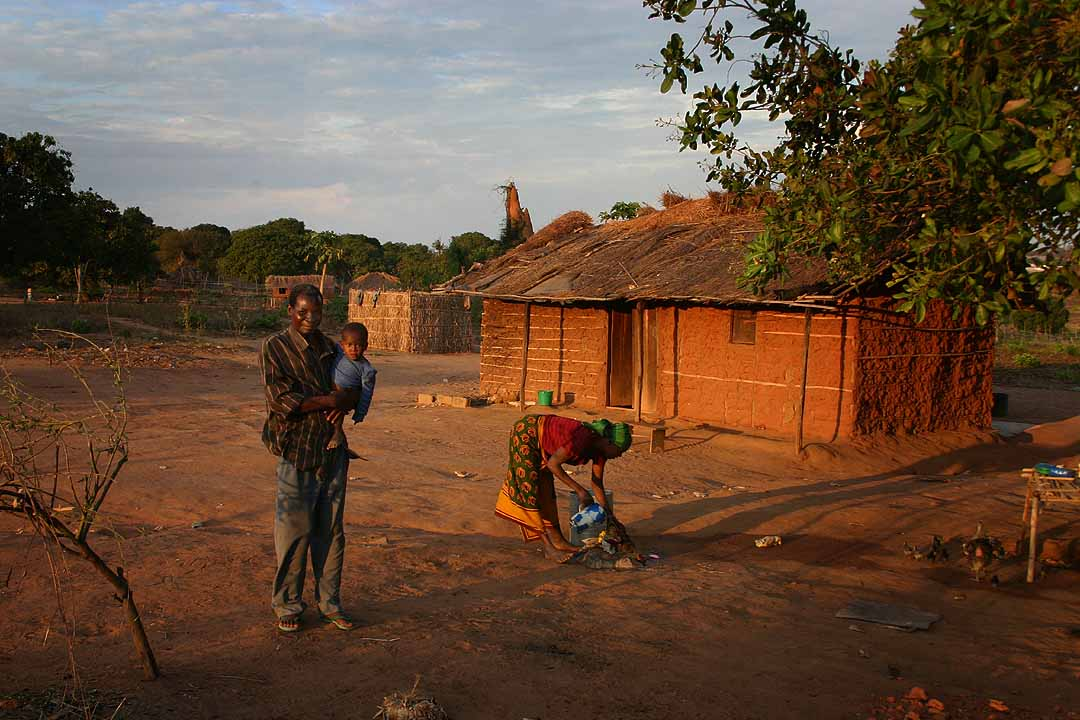
Família makhuwa a Nampula
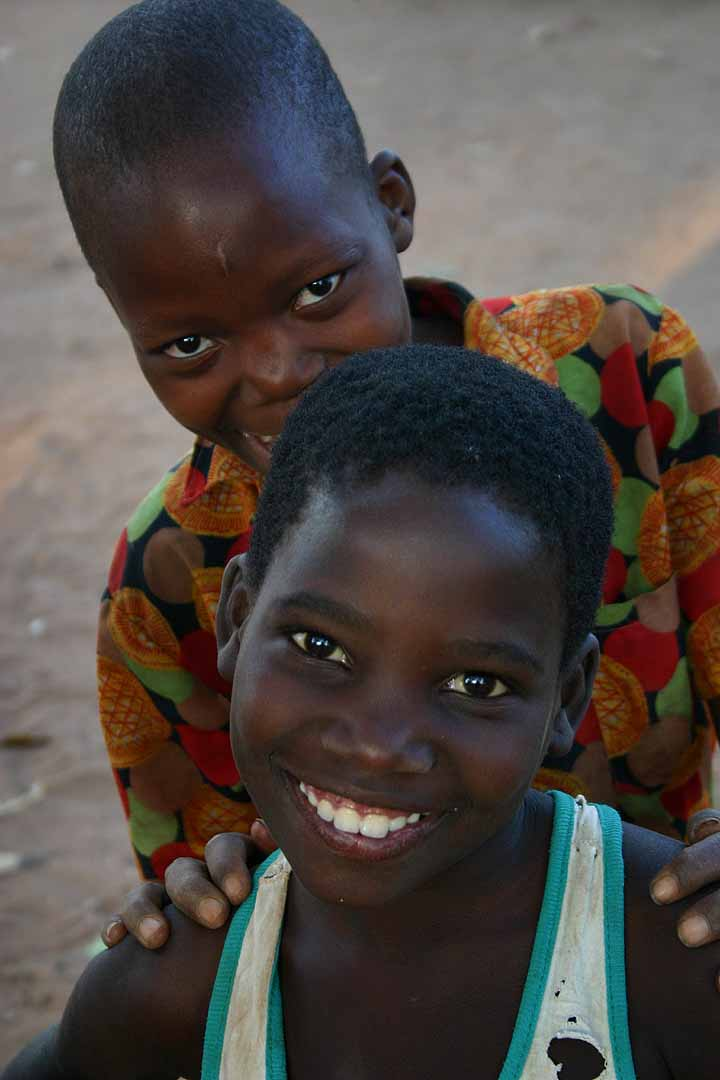
Nois aNampula